# Żabi Potok Jaworowy
Żabi Potok Jaworowy – główny ciek wodny Doliny Żabiej Jaworowej (odnoga Doliny Jaworowej) znajdującej się w słowackiej części Tatr Wysokich. Żabi Potok Jaworowy wypływa z Małego Żabiego Stawu Jaworowego i kieruje się na wschód w kierunku głównej gałęzi Doliny Jaworowej. Nieopodal miejsca, w którym przecina go zielono znakowany szlak turystyczny, wpada do Jaworowego Potoku jako jego orograficznie lewy dopływ. Ujście Żabiego Potoku Jaworowego do Jaworowego Potoku znajduje się w Jaworowym Ogrodzie, na wysokości ok. 1525 m n.p.m.

## Szlaki turystyczne
– szlak zielony z Jaworzyny Tatrzańskiej dnem Doliny Jaworowej i Doliny Zadniej Jaworowej na Lodową Przełęcz, skąd szlak wiedzie dalej do Doliny Pięciu Stawów Spiskich.
- Czas przejścia do rozstaju dróg ze szlakiem niebieskim: 30 min w obie strony
- Czas przejścia od szlaku niebieskiego na Lodową Przełęcz: 4:30 h, ↓ 3:30 h